# Brenguļu socken
Brenguļu socken (lettiska: Brenguļu pagasts) är ett administrativt område i Beverinys kommun i Lettland.